# 吉水県
吉水県（きっすい-けん）は中華人民共和国江西省吉安市に位置する県。

## 歴史
隋朝により設置された。1295年（元貞元年）、吉水州に昇格したが、明初に再び吉水県に降格し現在に至る。

## 行政区画
- 鎮:文峰鎮、阜田鎮、盤谷鎮、楓江鎮、黄橋鎮、金灘鎮、八都鎮、双村鎮、醪橋鎮、螺田鎮、白沙鎮、白水鎮、丁江鎮、烏江鎮、水南鎮
- 郷:尚賢郷、水田郷、冠山郷

## 出身者
- 楊万里 - 南宋の学者・詩人。
- 張国燾 - 中国共産党の指導者の一人。長征の最中から毛沢東らと対立し、敗れて除名された。

## 交通

### 鉄道
- 中国国家鉄路集団
  - 昌贛旅客専用線
    - 吉水西駅

  - 京九線

### 道路
- 高速道路
  - S46 撫吉高速道路
  - 樟吉高速道路
- 国道
  - G105国道